# Keluang (Keluang)
Keluang is een bestuurslaag in het regentschap Musi Banyuasin van de provincie Zuid-Sumatra, Indonesië. Keluang telt 4751 inwoners (volkstelling 2010).